# Infraestruturas de Portugal
Infraestruturas de Portugal est l'entreprise publique issue de la fusion entre REFER, Rede Ferroviária Nacional et EP, Estradas de Portugal, sociétés destinées respectivement à gérer et administrer les infrastructures ferroviaires et routières au Portugal.

## Description

### Estradas de Portugal
EP - Estradas de Portugal, S.A., en abrégé Estradas de Portugal ou EP, était une société anonyme à capital exclusivement public créée le 21 décembre 2004, sous le nom d'EP - Estradas de Portugal, EPE, pour gérer l'administration des autoroutes au Portugal.
Elle succède à la JAE - Junta Autónoma das Estradas, fondée le 20 juillet 1927, et à l'IEP - Instituto das Estradas de Portugal, créée le 25 juin 1999.
Par le décret-loi n° 91/2015 du 29 mai, son extinction et son incorporation, par fusion, dans REFER - Rede Ferroviária Nacional, rebaptisée Infraestruturas de Portugal, SA, ont été déterminées.
EP a travaillé dans les domaines du financement, de la conservation, de l'exploration, de la requalification et de l'expansion du réseau routier national.
Il a également travaillé sur les aspects suivants ;
- Gestion du Pont du 25-Avril en collaboration avec REFER et Lusoponte ;
- Concessionnaires et sous-concessionnaires d'infrastructures routières ;
- Chasse-neige sur les routes sujettes aux chutes de neige et à la formation de glace ;

### REFER
Rede Ferroviária Nacional - REFER, EP a été créé en 1997, par le décret-loi n° 104/97 du 29 avril, en tant qu'entreprise publique chargée d'assurer le service public de gestion, de rénovation, de construction et de conservation des infrastructures faisant partie du réseau ferroviaire national. Elle a été créée à la suite du transfert à REFER de la Direction générale de l'ingénierie et des investissements, de la Division des achats et de la Direction générale de la gestion et des infrastructures de l'entreprise Caminhos de Ferro Portugais, E.P., et de ses 2 000 travailleurs environ dans ces domaines.
Le 22 juillet 2008, le décret-loi n° 141/2008 change le nom en Rede Ferroviária Nacional - REFER, EPE (Entité Commerciale Publique) et introduit des modifications dans ses statuts en les republiant.
REFER ne pouvait cependant exploiter aucun service ferroviaire, afin de maintenir une exonération totale des différents opérateurs ferroviaires, assurant une meilleure harmonisation avec les initiatives privées dans ce domaine.
REFER était soumis à la tutelle des ministres chargés des finances et du secteur des transports.
Par décret-loi n° 91/2015 du 29 mai, avec effet au 1er juin 2015, REFER a constitué, par fusion, Estradas de Portugal (EP), devenant une société anonyme (S.A.) et changeant sa dénomination sociale en Infraestruturas de Portugal, S.A..

### Présidents du Conseil d'Administration
| Titulaire                        | Mandat                                 | Entreprise |
| -------------------------------- | -------------------------------------- | ---------- |
| Manuel Frasquilho                | 1997 - 2000                            | REFER      |
| Francisco Cardoso dos Reis       | 2000 - 2002                            | REFER      |
| José Braamcamp Sobral            | 2002 - 2005                            | REFER      |
| Luís Filipe Pardal               | 2005 - 2012                            | REFER      |
| Rui Loureiro                     | 2012 - 2014                            | REFER      |
| António Manuel Palma Ramalho     | du 1er janvier 2015 au 31 juillet 2016 | IP         |
| António Carlos Laranjo da Silva  | du 1er août 2016 au 31 décembre 2021   | IP         |
| José Saturnino Sul Serrano Gordo | du 1er janvier 2022 au 25 août 2022    | IP         |
| Miguel Jorge de Campos Cruz      | depuis le 26 août 2022                 | IP         |

## Histoire

### Arrière-plan

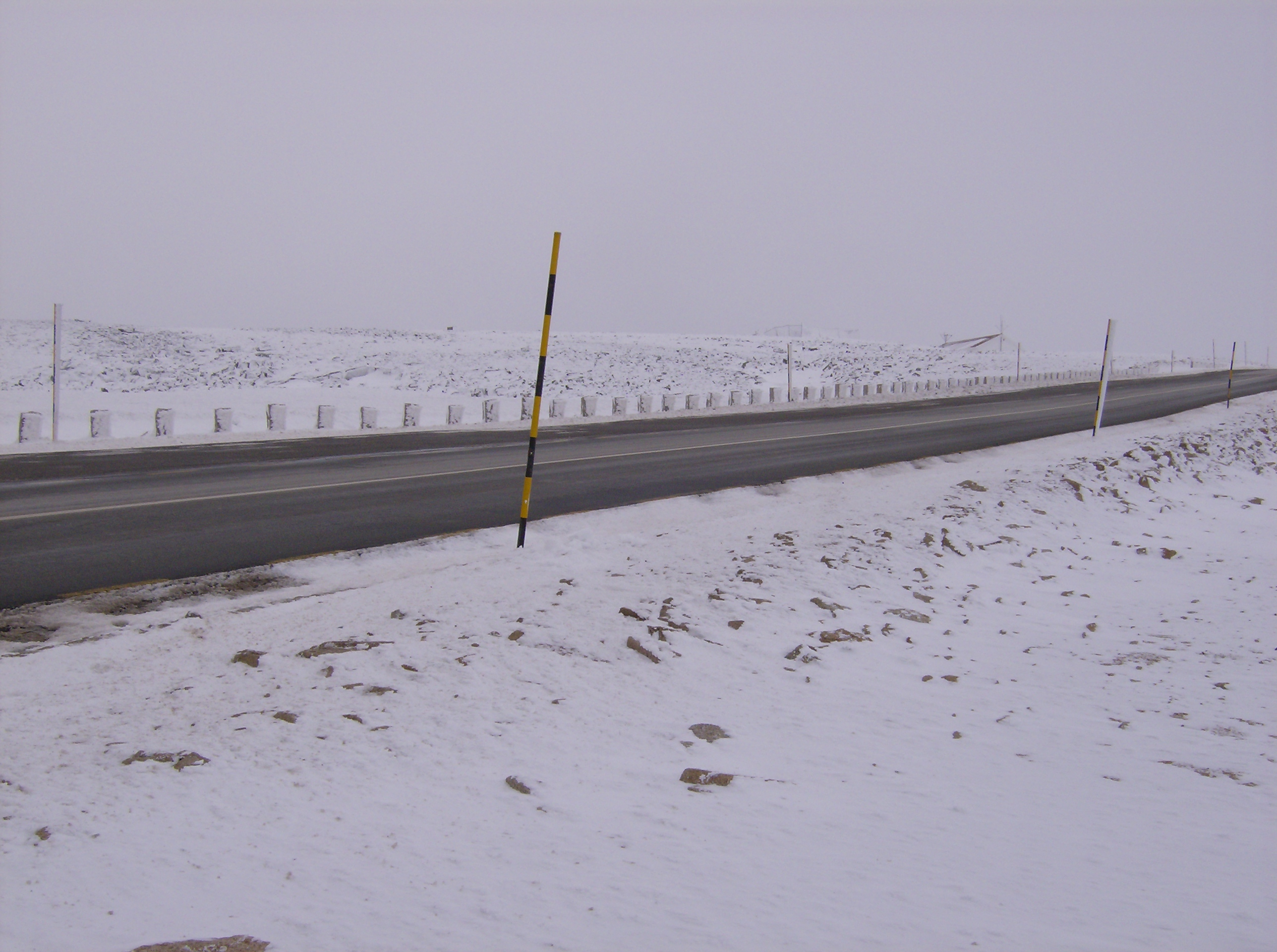
Le déneigement, nécessaire principalement sur les routes de Serra da Estrela, est de la responsabilité d'IP

L'idée selon laquelle une entité unique devrait être responsable de la gestion de l'ensemble du réseau ferroviaire du Portugal continental, fondée par la loi n° 2008, publiée le 7 décembre 1945, est restée l'idée dominante pendant une grande partie de la seconde moitié du XXe siècle. Cependant, lors de la transition des années 1980 aux années 1990, on a assisté à un changement dans les tendances juridiques portugaises, qui ont commencé à privilégier l'État comme organe décisionnel pour le financement des investissements dans les infrastructures à long terme.
Ainsi, le 17 mars 1990, a été publiée la loi n° 10/90, plus connue sous le nom de loi de base du système de transport terrestre, qui a posé les bases d'une séparation entre la gestion des opérations ferroviaires, qui pouvait être assurée par une ou plusieurs entreprises, et la construction, la rénovation et la conservation des infrastructures ferroviaires, qui devraient relever de la responsabilité de l'État ou d'une entité désignée pour cette fonction ; De cette manière, les processus d'investissement pour la gestion des infrastructures ont été rationalisés, l'administration ferroviaire a été modernisée, la rapprochant du droit communautaire en vigueur dans ce domaine et permettant une réponse plus appropriée aux besoins des entreprises et des populations, et a permis à davantage d'entreprises d'entrer dans le marché de l'exploitation des services ferroviaires, à travers la création de redevances pour l'utilisation des infrastructures, une méthode déjà devenue courante, à cette époque, dans les différents pays de la Communauté économique européenne.

### Formation et consolidation

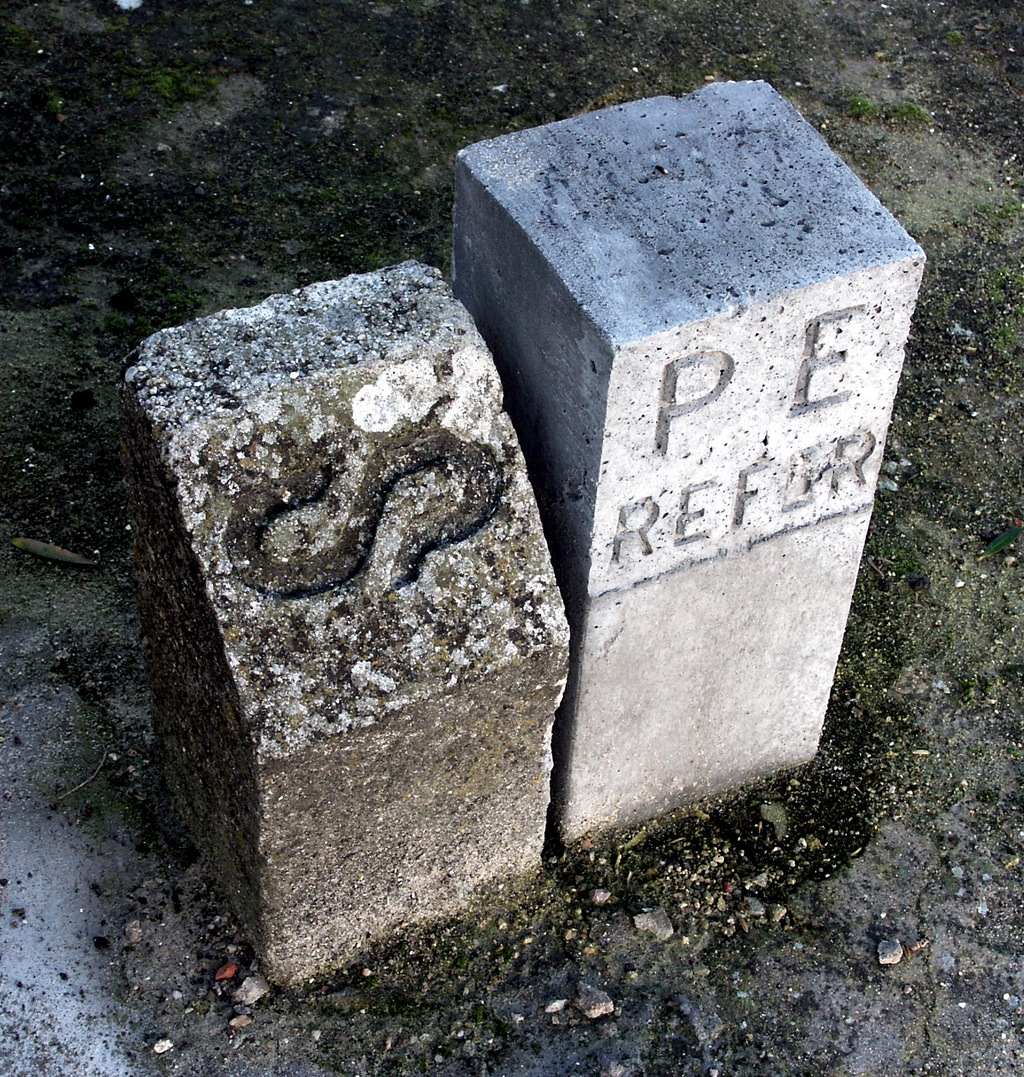
Marques de délimitation — CP et Refer.

Conformément à ces lignes directrices, le Réseau Ferroviaire National — REFER, E. P. a été fondé par le décret-loi n° 104/97 du 29 avril, dans le but spécifique de gérer les infrastructures ferroviaires au Portugal ; on a également remplacé les bureaux du nœud ferroviaire de Lisbonne, le nœud ferroviaire de Porto et la gestion des travaux d'installation ferroviaire du pont sur le Tage à Lisbonne, organismes d'État créés avec une fonction similaire à celle du réseau ferroviaire national, mais avec une influence territoriale plus limitée.
Les premières années d'existence de cette organisation ont été marquées par un effort de consolidation, qui a vu le transfert des anciennes infrastructures ferroviaires et des opérations de la société de transport Caminhos de Ferro Portugueses, entre juin 1997 et fin 1999. Cette scission a entraîné plusieurs changements dans la culture et la gestion ferroviaires, qui ont contraint le Réseau Ferroviaire National à adapter son organisation en 2001 ; l'un des principaux changements a été l'introduction de nouvelles mesures de qualité et de sécurité dans les investissements et la gestion ferroviaires, conformément aux résolutions de la législation portugaise et communautaire. La modernisation des activités de Commande et Contrôle de la Circulation a également été réalisée, à travers la réorganisation de sa structure, afin de mieux s'adapter aux besoins, et l'introduction de nouvelles technologies de gestion de la circulation. L'administration de la capacité des infrastructures a également subi des changements, avec une réduction du nombre d'employés et la création de nouveaux mécanismes et applications de soutien. Cependant, plusieurs problèmes de financement de l'État portugais, malgré les définitions introduites par la législation, ont conduit le Réseau Ferroviaire National à faire appel au crédit.

### Le secteur routier et ferroviaire au Portugal
Le secteur routier et ferroviaire au Portugal est supervisé par le ministère de la Planification et des Infrastructures, Secrétariat d'État aux infrastructures. Le modèle ferroviaire portugais, inspiré de la réforme du secteur ferroviaire prônée par l'Union européenne, comprend :
- La personne responsable de la régulation, de la supervision et du développement du secteur, IMT - Instituto da Mobilidade e dos Transportes ;
- Le gestionnaire de l'infrastructure, Infraestruturas de Portugal ;
- Les opérateurs de transport de passagers et de marchandises CP, Fertagus, Medway, Takargo.